# Verband Druck Medien Österreich
Der Verband Druck Medien Österreich (ehem. Verband Druck & Medientechnik Österreich) ist ein österreichischer Arbeitgeber- und Branchenverband. Als freiwillige Interessenvertretung (im Vergleich zu einer gesetzlichen, die der Wirtschaftskammer Österreich zugehörig ist) vertritt er die Interessen seiner rund 200 Mitglieder. Mitglieder sind Unternehmen – Kleinbetriebe als auch internationale Unternehmensgruppen – des grafischen Gewerbes und aus branchenverwandten Berufen. Der Präsident des Verband Druck Medien ist Gerald Watzal, geschäftsführender Gesellschafter von Offset 5020. Verbandssitz ist das Palais Fürstenberg in der Wiener Innenstadt.

## Daten
Der Verband Druck Medien wird durch den Präsidenten, das Präsidium und den Hauptvorstand repräsentiert, die im Drei-Jahres-Rhythmus von den Mitgliedern gewählt werden.
Die Finanzierung der Interessenvertretung erfolgt hauptsächlich durch den Verkauf von freiwilligen Beratungs- und Dienstleistungen. 2016 erwirtschafteten die österreichischen Druckereien einen Produktionswert von € 1,66 Mrd. und beschäftigen rund 8.000 Menschen in 600 Betrieben, in 151 Druckereien arbeiten mehr als 20 Dienstnehmer.

## Aufgaben
Das vorrangige Ziel ist die Vertretung der Interessen des österreichischen grafischen Gewerbes und die Förderung des Kontaktes zwischen den Mitgliedern in kollegialer und gesellschaftlicher Hinsicht.
Die Mitglieder werden zu den Themen
- Arbeitsrecht,
- Betriebswirtschaft und
- Zertifizierungen beraten und
- in ihren Angelegenheiten unterstützt.

Der Verband Druck Medien ist im Rahmen der Normungsarbeit im Komitee ON085 Drucktechnik und Druckdatenaufbereitung vertreten, welches das Spiegelkomitee zum ISO/TC130 ist.

## Geschichte
Der Verband Druck Medien wurde 1872 als „Deutsch-Österreichischer Buchdruckverein“ gegründet. Im Laufe der Zeit veränderte sich sein Name, er hieß ab 1899 „Reichsverband Österreichischer Buchdruckereibesitzer“, ab 1920 „Hauptverband der Buchdruckereibesitzer Österreichs“, ab 1946 „Hauptverband der graphischen Unternehmungen Österreichs“, ab 1995 „Verband Druck & Medientechnik Österreich“ und seit 2021 „Verband Druck Medien Österreich“.
Der Verein wurde als Interessenvertretung des deutsch-österreichischen Buchdruckerstandes und auf Basis einer freiwilligen Mitgliedschaft begründet und geführt. Geschaffen wurde er, aus der Notwendigkeit, eine einheitliche Basis für eine Verhandlungsgemeinschaft mit dem Sozialpartner zu finden, sowie dem Bedürfnis, die Betriebe im Bereich der wirtschaftlichen Führung zu unterstützen und für eine gute Ausbildung des Facharbeiter- und Führungsnachwuchses zu sorgen.
Die Statuten wurden am 7. November 1872 ausgearbeitet und erhielten am 16. Dezember 1872 vom Ministerium des Inneren die Genehmigung. Am 4. Februar 1873 erschien die erste Ausgabe der „Österreichischen Buchdruckerzeitung“ und vertrat als Organ die Interessen der Buchdrucker. Eine der ersten Aufgaben des Vereins als Vertreter der Buchdruckereibesitzer waren die Tarifverhandlungen. Dem Verband Druck Medien (damals: Hauptverband der graphischen Unternehmungen Österreichs) wurde mit Bescheid des damaligen Obereinigungsamtes vom 29. April 1948, ZI. 3/0EA/1948-7) die Kollektivvertragsfähigkeit als freiwillige Berufsvereinigung zuerkannt.
Die grundlegenden Aufgaben haben sich bis heute kaum geändert. Was sich jedoch geändert hat: Der Verband Druck Medien ist seit 14. Juni 2017 nicht mehr als Kollektivvertragspartner in der Gesetzgebung (bis 2017 Kollektivvertragspartner im Sinne des § 4 Abs. 2 ArbVG).
Mit Bescheid BEA-300.501/0004-BEA/2017 vom 9. Mai 2017, kundgemacht am 13. Juni 2017 in der Wiener Zeitung, wurde dem Verband die Kollektivvertragsfähigkeit aberkannt. Der Verband Druck Medien hat mit der erforderlichen qualifizierten Stimmenmehrheit im September 2016 seine Aufgabe als Kollektivvertrags-Verhandlungspartner zurückgelegt und dies in seinen Statuten festgehalten. Grund für die Zurücklegung des Kollektivvertrags-Mandats war die Rechtsunsicherheit, die durch die Novelle des Lohn- und Sozialdumpinggesetzes entstanden ist. Der Kollektivvertrag für das grafische Gewerbe ging damit unter.

## Zertifizierungen

### CSR-Gütesiegel für Druckereien
Seit 2017 müssen laut der neuen EU-Richtlinie große Unternehmen über ihre CSR-Aktivitäten berichten. Der Verband Druck Medien unterstützt österreichische Druckereien dabei, indem er das „Österreichische CSR-Gütesiegel für Druckereien“ entwickelt hat.
Es basiert auf den Grundlagen der internationalen Norm ISO 26000 und der ÖNorm 192500, deren Standards für die Druckbranche übersetzt wurden. Mit dem CSR-Gütesiegel garantiert der Verband faire Arbeitsbedingungen, eine nachhaltige Produktion, einen schonenden Umgang mit der Umwelt, eine solide ökonomische Leistung, verantwortungsbewusstes Handeln als Partner in der Region und regelmäßig externe Kontrollen.

### Gütesiegel PRINTED IN AUSTRIA
Mit September 2019 hat der Verband Druck Medien das Gütesiegel PRINTED IN AUSTRIA eingeführt. Das Gütesiegel steht für 100 % Druck in Österreich.
Auftraggeber, die auf dieses Zeichen setzen, sollen sicher gehen können, dass ihre PRINTED IN AUSTRIA-Druckwerke
- regional produziert werden,
- österreichische Arbeitsplätze sichern
- und dafür sorgen, dass die Wertschöpfung in Österreich bleibt.

## Verein „Dr. Willi Maiwald Institut“
Der Verband Druck Medien fördert durch das Dr. Willi Maiwald Institut zur Förderung der Aus- und Weiterbildung in den graphischen Gewerben (kurz: Dr. Willi Maiwald Institut) die Aus- und Weiterbildung in den grafischen Gewerben. Jedes Jahr werden Stipendien an Studierende, die sich ausschließlich in einer Ausbildung in der grafischen Branche befinden, vergeben. Das Dr. Willi Maiwald Institut hat seinen Sitz in Wien und erstreckt seine Tätigkeit auf das gesamte Bundesgebiet der Republik Österreich.
Der Zweck des Dr. Willi Maiwald Instituts ist die Aus- und Weiterbildung des Nachwuchses in den grafischen Gewerben durch dessen materielle und ideelle Unterstützung und Förderung sowie die allgemeine Förderung von Aus- und Weiterbildungsaktivitäten in der Branche. Das Dr. Willi Maiwald Institut verfolgt demnach nur gemeinnützige und mildtätige Zwecke, keinerlei Erwerbsabsichten und ist parteipolitisch und konfessionell absolut ungebunden.

## Partnerverbände & Kooperationen

### Kooperation „Die Graphische“
Der Verband Druck Medien kooperiert mit der Höheren Graphischen Bundes-Lehr- und Versuchsanstalt (die Graphische) in mehreren Hinsichten. Die Studierenden der Graphischen werden beispielsweise im Rahmen der Tätigkeit des Dr.-Willi-Maiwald-Instituts unterstützt oder auch im Rahmen einer Ausschreibung des Verbands zu einem Designwettbewerb für den Tätigkeitsbericht.

### Weitere Verbände/Partnerverbände
In Österreich gibt es neben dem Verband Druck Medien zwei gesetzliche Interessenvertretungen für die Branche:
- PROPAK Austria (Verpackungsindustrie)
- Fachverband Druck (Druckbranche)

Partnerverbände des Verband Druck Medien in Deutschland und der Schweiz sind:
- Bundesverband Druck und Medien (bvdm) (einschließlich Landesverbände, wie Verband Druck und Medien Bayern e. V.)
- viscom Geschäftsstelle Schweiz
- Verband der Schweizer Druckindustrie

## Internationales Netzwerk
Der Verband Druck Medien kooperiert auf europäischer Ebene mit den Interessenvertretungen für die Druck- & Medienbranche:
- FESPA – Federation of European Screen Printing Associations

## Publikationen
Der Verband Druck Medien gibt regelmäßig folgende Publikationen heraus:
- druck|medien Magazin (2 × im Jahr)
- Tätigkeitsbericht (1 × im Jahr)

Der Verband ist außerdem Herausgeber folgender Publikationen:
- Hauptverband der graphischen Unternehmungen Österreichs: Festschrift 1872–1972, Hundert Jahre im Dienste der graphischen Unternehmer Österreichs
- Hauptverband der graphischen Unternehmungen Österreichs/Dunstmüller d. J., Frank, Norbert: Die österreichischen graphischen Gewerbe zwischen Revolution und Weltkrieg 1848 bis 1918, 500 Jahr Druck in Österreich
- Weßl, Leopold J.: Österreichisches Buchgewerbehaus, Wien 1935, Schülerarbeit aus der graphischen Lehr- und Versuchsanstalt Wien
- Verband Druck & Medientechnik: Jahrbuch der grafischen Unternehmungen Österreichs 2007/2008